# Hugues de Lacy (1er comte d'Ulster)
Pour les articles homonymes, voir Hugues de Lacy.

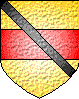
Blason d'Hugues de Lacy

Hugues de Lacy (v. 1176 – décembre 1242), 1er comte d'Ulster, fut un baron anglo-normand qui poursuivit la conquête normande de l'Irlande.

## Biographie
Il était le fils d'Hugues de Lacy, lord de Meath, et de sa première femme Rose de Monmouth. Hugh de Lacy, fils de Gilbert, (mort en 1186) était un des barons qui accompagnèrent Henri II en Irlande en 1171; il obtint en fief Meath et gouverna l'Irlande comme vice-roi pour le souverain. Par sa femme, Rose de Monmouth, Hugh fut le père de Walter de Lacy (mort en 1241), qui lui succéda comme seigneur de Meath et prit une part importante, aux côtés de Hugh de Lacy, dans le conflit qui opposa en Irlande sa famille à Jean de Courcy, le lord d'Ulster.
Hugh de Lacy fut pendant peu de temps un collaborateur de Courci à Leinster et à Munster, mais après 1200 la rivalité entre les deux aboutit finalement à une guerre et en 1203 de Lacy chassa Courci du comté de Down et l'année suivante le fit prisonnier. Le roi le récompensa par des fiefs dans l'Ulster et le Connaught, qui furent confirmés par la charte du 29 mai 1205, quand Hugh fut nommé comte. Il revint en Irlande avec une autorité de vice-roi et fit tout son possible, mais sans grand succès, pour contraindre les O'Neill de Tyrone à se soumettre. 
En 1207 la guerre éclata entre le comte d'Ulster et Fitz Henry, le dernier justicier. Ce dernier fit venir le roi Jean en personne en Irlande, où il expulsa de Meath le frère du comte, Walter de Lacy, et contraignit le comte lui-même à s'enfuir de Carrickfergus jusqu'en Écosse. 
Pendant plusieurs années le comte d'Ulster prit part aux guerres en France et ne revint pas en Irlande avant 1221, et à ce moment il s'allia lui-même à O'Neill contre les Anglais. En 1226 ses terres dans Ulster furent remises à son frère Walter, mais elles lui furent restituées l'année suivante ; après cette date il semble avoir fidèlement servi le roi, étant plus d'une fois convoqué en Angleterre pour donner ses conseils dans les affaires irlandaises. Il mourut dans l'Ulster, peu avant le 26 décembre 1242. Comme il ne laissa aucun enfant légitime survivant, à sa mort le titre de comte d'Ulster revint à la Couronne.

### Mariages et enfants
En premières noces, il épouse Lesceline de Verdun (c. 1178 - 1234), fille de Bertram III de Verdun. L'un de ses fils, ou peut-être un troisième qui serait inconnu, est tué au combat en 1238. Ensemble, ils ont deux fils et au moins trois filles :
- Walter de Lacy (décédé entre 1226 et 1242)[1] ;
- Roger de Lacy (décédé entre 1226 et 1242)[1] ;
- Matilda de Lacy († 1281), mariée à David, baron de Naas[1],[2] ;
- une fille († 1253), épouse Miles de Nangle[1] ;
- Rose de Lacy († après 1237), épouse Alan de Galloway († 1234)[1].

En secondes noces, il épouse Emeline, fille de Walter de Ridelsford (ou Ridelisford), un baron hiberno-normand. Ils n'ont aucune descendance. Après sa mort, elle se remarie avec Stephen Longespée, un fils de Guillaume de Longue-Épée, un parent du roi Henri III d'Angleterre.

### Sources
1. 1 2 3 4 5 6 7 8 9 10 11 12  B. Smith, « Lacy, Hugh de, earl of Ulster (d. 1242) », Oxford Dictionary of National Biography, Oxford University Press, septembre 2004 ; édition en ligne, octobre 2006.
2. ↑  Matilda de Lacy apporta en dot la moitié de L'Uriel (le nord du comté de Louth, péninsule de Cooley) qui provenait de l'héritage de sa mère. (en) Dermot Mac Ivor, « The Knights Templars in County Louth », Seanchas Ardmhacha: Journal of the Armagh Diocesan Historical Society, Cumann Seanchais Ard Mhacha, vol. 4, no 1,‎ 1960/61, p. 76 (lire en ligne)

 (en) « Hugues de Lacy (1er comte d'Ulster) », dans Encyclopædia Britannica , 1911 (lire sur Wikisource).